# Њитра (река)
Њитра (слч. Nitra) је река у западној Словачкој, дуга је 196,7 km. Извире на Малој Фатри, а улива се у реку Вах, код насеља Комоча, у округу Нове Замки.

## Одлике
Река Њитра извире на планини Мала Фатра у јужном подножју брда Ревањ, на надморској висини од 789 метара. Површина слива износи 4.501 km². Лева је притока реке Вах, у коју се улива код насеља Комоча. Целим својим током тече кроз Словачку у смеру север југ пролазећи кроз истоимени град Њитру. Главне притоке реке су са леве стране Хандловка и Житава, а са десне Њитрица, Бебрава, Радошинка, Дуги канал. Градови кроз које протиче река су Прјевидза, Бојњице, Новаки, Партизанске, Топољчани, Њитра и Нове Замки.

## Галерија
- Њитра у близини села Черњик (Округ Нове Замки)
- Стара Њитра у близини села Мартовце (Округ Коморан)
- Река Њитра у истоименом месту
- Река Њитра